# Лесьниця (Вармінсько-Мазурське воєводство)
Лесьниця (пол. Leśnica) — село в Польщі, у гміні Малдити Острудського повіту Вармінсько-Мазурського воєводства.
Населення — 98 осіб (2011).
У 1975-1998 роках село належало до Ольштинського воєводства.

## Демографія
Демографічна структура станом на 31 березня 2011 року:
|          | Загалом | Допрацездатний вік | Працездатний вік | Постпрацездатний вік |
| -------- | ------- | ------------------ | ---------------- | -------------------- |
| Чоловіки | 55      | 9                  | 42               | 4                    |
| Жінки    | 43      | 3                  | 25               | 15                   |
| Разом    | 98      | 12                 | 67               | 19                   |